# هولي وودلون
هولي وودلون (بالإنجليزية: Holly Woodlawn)‏ (مواليد 26 أكتوبر 1946 في بورتوريكو - 6 ديسمبر 2015 في مقاطعة لوس أنجلوس، الولايات المتحدة)، هي ممثلة من بورتوريكو متحولة جنسياً.

## وصلات خارجية
- هولي وودلون على موقع IMDb (الإنجليزية)
- هولي وودلون على موقع ألو سيني (الفرنسية)
- هولي وودلون على موقع أول موفي (الإنجليزية)
- هولي وودلون على موقع قاعدة بيانات برودواي على الإنترنت (الإنجليزية)
- هولي وودلون على موقع قاعدة بيانات برودواي على الإنترنت (الإنجليزية)
- هولي وودلون على موقع قاعدة بيانات الأفلام السويدية (السويدية)
- هولي وودلون على موقع ديسكوغز (الإنجليزية)
- هولي وودلون على موقع قاعدة بيانات الفيلم (الإنجليزية)
- هولي وودلون على موقع كينوبويسك (الروسية)